# Serromyia festiva
Serromyia festiva är en tvåvingeart som beskrevs av Jean-Jacques Kieffer 1911. Serromyia festiva ingår i släktet Serromyia och familjen svidknott.
Artens utbredningsområde är Seychellerna. Inga underarter finns listade i Catalogue of Life.